# NLab
nLab je wiki shromažďující vědecké informace, včetně původního výzkumu v matematice, fyzice a filozofii, se zaměřením na metody z teorie typů, teorie kategorií a teorie homotopií. nLab zastává „n-úhel pohledu“ (nPOV; úmyslná hříčka na „neutrální úhel pohledu“ (NPOV) Wikipedie), že teorie typů, teorie homotopií, teorie kategorií a teorie vyšších kategorií poskytují užitečné sjednocující hledisko pro matematiku, fyziku a filozofii. Jedná se o jednu ze dvou wiki zmíněných Johnem C. Baezem v jeho přehledu matematických blogů pro Americkou matematickou společnost.
Stránka nLab byla původně navržena tak, aby poskytovala úložiště nápadů generovaných v komentářích k příspěvkům v n-Category Café, skupinovém blogu provozovaném (v té době) Johnem C. Baezem, Davidem Corfieldem a Ursem Schreiberem. Nakonec se z nLab vyvinul nezávislý projekt, který se od té doby rozrostl o celé výzkumné projekty a encyklopedický materiál.
S nLab je spojeno nForum, online diskusní fórum pro oznamování a diskuzi o úpravách nLab (analogie diskusních stránek Wikipedie) a také pro obecnou diskuzi o tématech pokrytých v nLab. Preferovaný způsob, jak kontaktovat řídící výbor nLab, je zveřejnit příspěvek na nForu. Dílčím projektem nLab je Publications of the nLab, zamýšlený jako časopis pro recenzované výzkumné články, které jsou publikovány online a jsou hypertextově propojeny s hlavní wiki: tento dílčí projekt se zdá být od roku 2014 neaktivní.
nLab byla založena 28. listopadu 2008 Ursem Schreiberem pomocí softwaru Instiki, který poskytuje a spravuje Jacques Distler. Od května 2015 běží na serveru Carnegie Mellon University Správcem systému je Richard Williamson. Doménu ncatlab.org vlastní Urs Schreiber. Na obsah nLab se nevztahuje žádná specifická autorská licence.